# Abbaye Notre-Dame de Signy
Pour les articles homonymes, voir Abbaye Notre-Dame.
L'abbaye Notre-Dame de Signy est une abbaye de moines cisterciens ayant existé entre 1135 et 1793.
Elle est située sur la commune de Signy-l'Abbaye, dans les Ardennes. L'abbaye fut fondée le 25 mars 1135, jour de l'Annonciation. Elle fut vendue comme bien national en 1793, puis entièrement démolie. Sa bibliothèque fut totalement brûlée.

## Histoire

### Signy et l’ordre cistercien
L’ordre cistercien est un ordre monastique fondé au printemps 1098 à Cîteaux, près de Dijon, par Robert, abbé bénédictin de Molesme, qui souhaitait revenir à une observance plus stricte des règles monastiques que celles pratiquées par les moines de l’époque (cf : mouvement de renouvellement du monachisme à la fin du XIe siècle et critique de certains ordres comme celui de Cluny, accusé de décadence des mœurs et d’enrichissement).
Après des débuts difficiles, l’abbaye de Cîteaux voit affluer les recrues et les donations au cours des années 1110. Dès lors, elle doit effectuer les premiers essaimages. Selon l'organisation cistercienne définie par l'antique Carta Caritatis, chaque abbaye fille devient indépendante de son abbaye-mère, mais garde des relations privilégiées avec elle : une impressionnante généalogie se met alors en place…

### Généalogie de l’abbaye de Signy
La charte de fondation fixe la naissance de l’abbaye de Signy au 25 mars 1135, date avant tout symbolique puisqu’elle correspond au jour de l’Annonciation (cf : dévotion particulière des cisterciens à la Vierge à laquelle ils dédient toutes leurs abbayes à l’exemple de celle de Signy : Baetae Mariae de Signiaco, Notre-Dame de Signy).

### Quelques règles cisterciennes
La base fondamentale de cet ordre monastique est le retour à la règle de saint Benoît : silence, pauvreté, solitude, travail manuel (= opus manuum).
Les principales caractéristiques de son organisation se traduisent donc par : 
– la vie en communauté sous l’autorité d’un abbé ;
– le partage du temps entre la prière et le travail manuel ;
– la vie en autarcie de la communauté qui implique la pratique d’activités agricoles, artisanales et industrielles, commerciales, mais aussi la perception de différents revenus (dîmes, rentes, cens…) ;
– un même plan pour toutes les abbayes et leurs bâtiments annexes.

### Description du site choisi par les moines venus d’Igny
Selon la règle, l’installation d’un monastère cistercien doit se faire : « in locis a conversatione hominum remotis », c’est-à-dire « dans un lieu à l’écart des fréquentations humaines », mais permettant la vie d’une communauté religieuse, c’est-à-dire au moins 13 hommes.
Le toponyme Signiacum (= SINNI-ACUS) évoque l’existence d’une villa gallo-romaine située dans la vallée de la Vaux, au milieu de l’antique forêt ardennaise.
Le site de Signy semblait donc bien répondre au critère cistercien de l’isolement tout en ayant déjà été un lieu de fréquentation humaine et même d’habitation.

### Arrivée et installation des moines
Le départ des douze moines de l'abbaye Notre-Dame d'Igny située à Arcis-le-Ponsart dans la Marne, s’effectua sous la conduite de Bernard (cf Jésus et les douze apôtres) le 20 mars 1135 et la fondation de l’abbaye de Signy eut lieu cinq jours plus tard, le 25 mars 1135.
Le chemin emprunté par les moines d’Igny fut très certainement la voie romaine Reims-Cologne passant par Château-Porcien. Ils longèrent ensuite les vallées de l’Aisne et de la Vaux jusqu’au lieu-dit Signiacum.
À l’arrivée des moines à Signy, il ne s’agissait alors que d’un petit village qui ne pouvait pas encore accueillir une communauté religieuse. C’est pourquoi, les moines d’Igny furent logés à Draize pendant les travaux d’aménagement du site et de construction des bâtiments réguliers.

### Fermeture et destruction de l'abbaye
L'abbaye fut vendue comme bien national en 1793, puis entièrement démolie.
Les matériaux de l'Abbaye Notre-Dame de Signy ont été utilisés pour construire le Château de Montaubois.
Sa bibliothèque fut totalement brûlée.

## Abbés
D’après Guillaume Marlot  :

### Abbés réguliers
- 1135-1158 : Bernard, religieux d'Igny, chanoine de l'abbaye de Saint-Aubert de Cambrai et devient ensuite abbé Igny.
- 1158-1172 : Alard de Genilly
- 1173-1176 : Balduin
- 1176 : Gérard
- Walterus, abbé de Bonnefontaine
- Guido, prieur d'Igny
- 1190-1192: Etienne
- ~1193 :Jacques de Reims, sous-prieur de Clairvaux
- Gérard, dit le bègue
- ~1210 : Pierre
- 1213-1218 : Gilles
- 1218-1223 : Hugues, prieur de Longpont
- 1223-1225 : Pierre, sous-prieur de Longpont
- 1225-1236 : Gilles II, cellérier d'Igny
- 1236-1249 : Renard, passe à l'abbaye d'Igny
- 1249-1252 : Hugues
- 1252-1256 : Herbert de Valcellis
- 1248 ? : Martin
- 1256 : Poncardus, cellérier de la Valroy
- 1268 : Pierre de la Bassé
- 1274 : Bernard de Givron
- Arnoul de Ventelay : cellerier d'Igny
- Jean de Avid (†1300)
- Poncardus II de Wasigny
- Poncardus III, devint abbé d'Igny
- Jean de Vuatigny
- ~1335 :Arnoul de Wasigny
- Jean de Château-Porcien
- Nicolas de Fréticourt
- Jean de Cesia ou de Serres
- Guillaume de Liége
- Ogerinus de Sézanne, devint abbé d'Igny
- Nicolas dit de Sapid ou de Suippes
- Robert de Chalerange
- 1545 : Tristan de Bizet (ca1499-†1579), religieux de Clairvaux, dernier abbé régulier, évêque de Saintes de 1550 à 1576

### Abbés commendataires
À partir du Concordat de Bologne, commence la série des abbés commendataires et seigneurs temporels :
- Charles Ier de Bourbon (archevêque de Rouen) (1523 - 1590)
- Annibal de Ruccellai (†1601), évêque de Carcassonne, abbé de Signy et de Saint-Jean-de-Jard[5].
- 1604-1622 : Louis de Rucellay, neveu du précédent, familier de la reine Marie de Médicis, abbé de Signy et de Saint-Jean-de-Jard, mort à Montpellier  le 22 octobre 1622.
- Antoine de Bourbon-Bueil (1607-1632)
- Armand de Richelieu (1585-1642)
- Jean Marc de Baradas, fils de François de Baradas, résigne pour son frère.
- ~1670-1693 : Henri de Baradas (†1693), et frère du précédent
- 1693-1723 : François de Camps (1643-1723)
- 1723 - 1750 : Louis Abraham d'Harcourt (1694-1750), 3e duc d'Harcourt, docteur en théologie, abbé de Signy et de Saint-Taurin d'Evreux, doyen de Notre-Dame de Paris, commandeur de l'Ordre du Saint-Esprit[6].
- 1757-1759 : Nicolas de Saulx-Tavannes
- 1760-1777 : Jean-François-Joseph de Rochechouart dit le cardinal de Rochechouart (1708-1777)
- 1777-1787 : cardinal de Bourbon
- 1787-1790 : Arthur Richard Dillon, archevêque de Narbonne

## Prieurs
Le prieur est le moine choisi par l'abbé pour le seconder : on parle alors de prieur claustral, ou de grand-vicaire, numéro deux d'une abbaye. Le prieur, depuis la mise en commende, est le véritable chef du monastère :
- 1700 : Nicolas Delaon, docteur de Sorbonne
- Dom Dufestel
- 1744 : François-Amédée Pennet, docteur de Sorbonne

## Moines notables
- Guillaume de Saint-Thierry (1085-1148), ancien abbé de l'abbaye de Saint-Thierry qu'il quitte en 1135 pour Signy où il repose.

## Productions agricoles
Le principe de la vie en autarcie implique que les moines cisterciens doivent subvenir eux-mêmes à leurs besoins, notamment dans le domaine alimentaire. Pour cela, la règle prévoit que la communauté peut accepter les biens suivants : « étangs, forêts, vignes, pâturages, terrains écartés des habitations séculières, et des animaux ». De même, elle prévoit l’utilisation de convers (= frères laïcs) pour participer au travail manuel.

### Granges et convers
Comme toutes les abbayes de son ordre, l’abbaye de Signy organise très tôt son domaine autour de plusieurs centres d’exploitation appelés granges. Selon la règle, les granges devaient être situées au plus à une journée de marche de l’abbaye pour que les convers qui y travaillaient puissent se rendre à la messe au couvent le dimanche et les jours de grandes fêtes chrétiennes. Toutes les granges de Signy ne respectaient pas cette obligation et certaines en étaient même assez éloignées.
Les convers étaient, pour la plupart, des paysans des villages environnants ne possédant pas de terres ou ayant perdu leurs biens à la suite de problèmes de dettes ou de justice. Avec l’accord de leurs seigneurs, ils choisissaient alors d’offrir leur travail à un monastère en échange du couvert, du gîte et de la protection. Ils étaient eux aussi sous la direction de l’abbé, ainsi que du cellérier qui exerçait son autorité par l’intermédiaire d’un maître à la tête de chaque grange.

### Diversité des productions agricoles
La production céréalière semble la plus importante. Les céréales servent à nourrir les moines et les convers, mais aussi à payer les cens. En effet, les actes du cartulaire évaluent les sommes à payer en muids de grains, certains actes parlent de froment, très certainement la production essentielle et dans une moindre mesure d’avoine et de seigle. La culture de céréales concerne surtout les terres de Chappes, Ruisselois, Bray et Chaudion qui étaient alors des granges céréalières grâce à leurs sols plus propices à ce genre de cultures que les terres situées à proximité immédiate de Signy, plutôt réservées à l’élevage.
L’élevage est sans doute l’activité essentielle autour de l’abbaye dans les prés mais aussi dans la forêt. L’abbaye possède de très nombreux prés surtout à Signy, Thin-le-Moutier, Froidmont, Wasigny, mais aussi plus loin comme à Launois, Haudrecy, Sormonne. Les acquisitions de prés se multiplièrent surtout à la fin du XIIIe siècle à Saint-Jean-aux-Bois, Maranwez, La Hardoye, Rubigny, ainsi qu’à Rocquigny, localités possédant des sols plus propices à l’élevage qu’à la céréaliculture. Cette activité semble alors prendre une plus grande importance dans l’économie de l’abbaye de Signy. Ce changement s’explique sans doute par la diminution du nombre des convers travaillant pour le monastère. L’élevage étant une activité demandant moins de main-d’œuvre que la culture, les moines de Signy choisirent alors de se concentrer davantage sur cette activité. Les sources nous renseignent sur la présence d’une porcherie à Chaudion, ainsi que de la pratique de la glandée en forêt. Une bergerie est installée dans la grange de l’Écaillère. En plus des porcs et des moutons, des vaches, des bœufs, des chevaux et de la volaille sont élevés dans certains bâtiments de l’abbaye.
La viticulture était tout d’abord destinée à satisfaire les impératifs de la liturgie chrétienne en produisant le vin de messe. Elle devient ensuite une source d’enrichissement pour le monastère grâce à la commercialisation. La première acquisition de vigne par les moines de Signy date de la fin XIIe siècle à Moussy, près d’Épernay, mais la plupart des vignes acquises par l’abbaye se situent à Lavergny près de Laon, terroir viticole particulièrement réputé à l’époque médiévale. Cette grange constitue dès le XIIIe siècle le cellier de Signy.
D’autres productions sont évoquées dans les textes, comme l’élevage de poissons dans les viviers, la culture de fruits (pommes), légumes et autres plantes dans les jardins, la cueillette dans les bois, ainsi que la chasse pour obtenir de la viande uniquement réservée aux malades et aux hôtes.

## Échanges commerciaux
La règle cistercienne recommandant l’isolement et l’autarcie, les moines n’avaient ni le besoin, ni le droit d’avoir des contacts avec le monde extérieur. De plus, ces derniers devaient absolument rejeter toute idée de profit et faisaient vœu de pauvreté à leur entrée dans le monastère. C’est sans doute la raison pour laquelle les sources ne donnent que très peu d’informations concernant ces déviations par rapport à la règle cistercienne.

### Nature des biens vendus

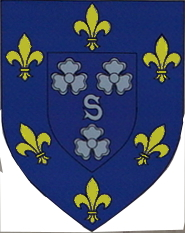
Le blason de l'abbaye.

À l’époque médiévale, les échanges commerciaux étaient soumis à de nombreuses taxes (le vinage pour la vente et l’achat de vin par exemple). Une bulle du pape Innocent III exempte les cisterciens de Signy « de péage, vinage, rouage et forage pour l’achat et la vente de leurs animaux, du blé, du vin, de la laine, du bois, des pierres… », preuve qu’ils pratiquaient le commerce.
Rappelons que les moines pratiquaient un élevage important de porcs, de moutons, de bovins et de chevaux. La consommation de viande leur étant interdite par la règle de saint Benoît (sauf pour les malades), on doit donc en déduire que les bêtes de boucherie étaient destinées à la vente. De même, la quantité de laine produite par un troupeau de six cents moutons dépassait largement les besoins de la communauté, le surplus était très certainement commercialisé.
En revanche, le commerce du vin semble avoir été une activité beaucoup plus importante, régulière et donc organisée. La consommation des moines en vin étant strictement règlementée et les besoins pour la liturgie assez modérés, la production viticole du cellier de Lavergny devait très largement dépasser la quantité de vin nécessaire à la communauté. Le reste était donc destiné au marché, d’abord local puis national et même international.
Il semble que les ardoises extraites dans la grange de l’Écaillère aient également étaient en partie destinées à la vente. De même, les moines vendaient d’autres matériaux de construction comme le bois, le fer, la pierre…

### Circulation des marchandises
Très tôt, l’abbaye de Signy posséda un réseau de chemins et de routes permettant de relier le monastère à ses granges ainsi qu’aux villages alentour. Grâce à cela, les moines pouvaient être présents sur les marchés locaux pour vendre, acheter, mais surtout pour échanger des produits.
Rapidement, ce commerce local ne leur suffit plus pour écouler leur surplus et ils doivent alors se tourner vers des marchés plus importants et donc plus éloignés du site. Pour cela, les moines obtiennent des exemptions de taxes auprès des seigneurs locaux pour le transport et le commerce de leurs marchandises. Ainsi, on sait que des membres de la communauté se rendaient régulièrement sur les marchés et les foires de villes et villages, parfois assez éloignés (Rethel, Château-Porcien…). Les granges de Lavergny (près de Laon) et de l’Écaillère (près de Rimogne) bénéficiaient des mêmes faveurs dans les seigneuries qui les entouraient. Ainsi, ce réseau d’échanges s’étendait jusqu’en Flandre ainsi que le long de la vallée de la Meuse sur laquelle les moines de Signy bénéficiaient de la libre navigation.
Les fouilles archéologiques de la Porterie de Signy menées par Jean-Pierre Lémant en 1994 ont permis de trouver des pièces ainsi que du matériel servant à peser les monnaies. Ces découvertes attestent de l’intense activité économique et de la richesse du monastère. De plus, l’étude des monnaies retrouvées atteste la participation des moines de Signy aux échanges européens puisqu’en plus des pièces d’origine française, ont été retrouvées des pièces venant de Flandres et des Pays-Bas.

### Lieux d’échanges
Les lieux de vente différaient selon le type de marchandises. Ainsi, la vente des céréales pouvait se faire directement à l’intérieur des moulins ou sur les marchés locaux environnants.
Dès la fin du XIIe siècle, l’abbaye de Signy multiplia ainsi les acquisitions de maisons de ville. Initialement, ces dernières étaient utilisées comme pied-à-terre pour les moines en déplacement. Puis, elles servirent d’entrepôts pour stocker les marchandises, comme les tonneaux de vin par exemple. Ainsi, les maisons acquises près de Laon permettait le stockage du vin produit dans la grange de Lavergny en attendant son acheminement, par bateau le plus souvent.

## Industrie
L’autarcie nécessite également la pratique d’activités artisanales et industrielles afin de fabriquer tout ce dont les moines ont besoin dans leur vie quotidienne, mais aussi pour en faire du commerce.

### Forges et métallurgie
Les cisterciens ont joué un rôle prépondérant dans la fabrication du fer à partir des XIIe et XIIIe siècles. Les moines de Signy pratiquent la sidérurgie grâce à l’exploitation des mines de la forêt de Froidmont. Site idéal pour ce type d’exploitation, il réunit en effet la trilogie indispensable à la fabrication du fer : des sols calcaires et marneux porteurs de minerais de fer, la rivière de la Vaux apportant l’énergie hydraulique et le bois de la forêt de Froidmont et de Signy fournissant le combustible. À Froidmont, les moines pratiquent ainsi une double activité : sidérurgie et élevage
Ils parviennent ainsi à répondre à leurs propres besoins mais ne semblent pas en faire dans un premier temps une activité essentielle.
La technique utilisée consistait alors à faire cuire le minerai de fer dans des forges à bras près de la mine. Celui-ci était ensuite transformé dans des forges hydrauliques.

### Ardoisières
Dans un premier temps, les moines de Signy reçurent un emplacement sur une colline de Fumay « pour y extraire des ardoises autant qu’il leur semblerait nécessaire ». Mais Fumay était un site trop éloigné, plus de 40 kilomètres de l’abbaye. Dès qu’ils en eurent l’occasion, ils utilisèrent donc un site plus proche sur le territoire de Rimogne. Grâce à de nombreuses donations, ils y édifièrent la grange de l’Écaillère, située entre Rimogne et Le Châtelet-sur-Sormonne. Ils disposaient alors d’une route pour accéder au site, ainsi que du droit d’exploiter les ardoisières d’abord gratuitement, puis contre une redevance, les seigneurs des environs jugeant cette activité très lucrative pour les moines et donc une intéressante source de revenus pour eux-mêmes. Rimogne étant située à une vingtaine de kilomètres de Signy, l’exploitation de cette grange revenait donc aux convers, seuls membres de la communauté autorisés à résider régulièrement hors du monastère. Ils y pratiquaient là encore une double activité : ardoisières et élevage de moutons et d’agneaux (présence d’une bergerie).

## Fouilles
En 1994, lors de la construction du collège de Signy, des fouilles d'archéologie préventive ont permis de situer les bâtiments de l'abbaye. Sous l'emplacement actuel de la sphère armillaire ont été trouvés des objets : plaques de schistes gravés, bougeoir, carreaux de céramique, etc.